# Seester Feld
Koordinaten: 52° 21′ 41″ N, 7° 54′ 10″ O

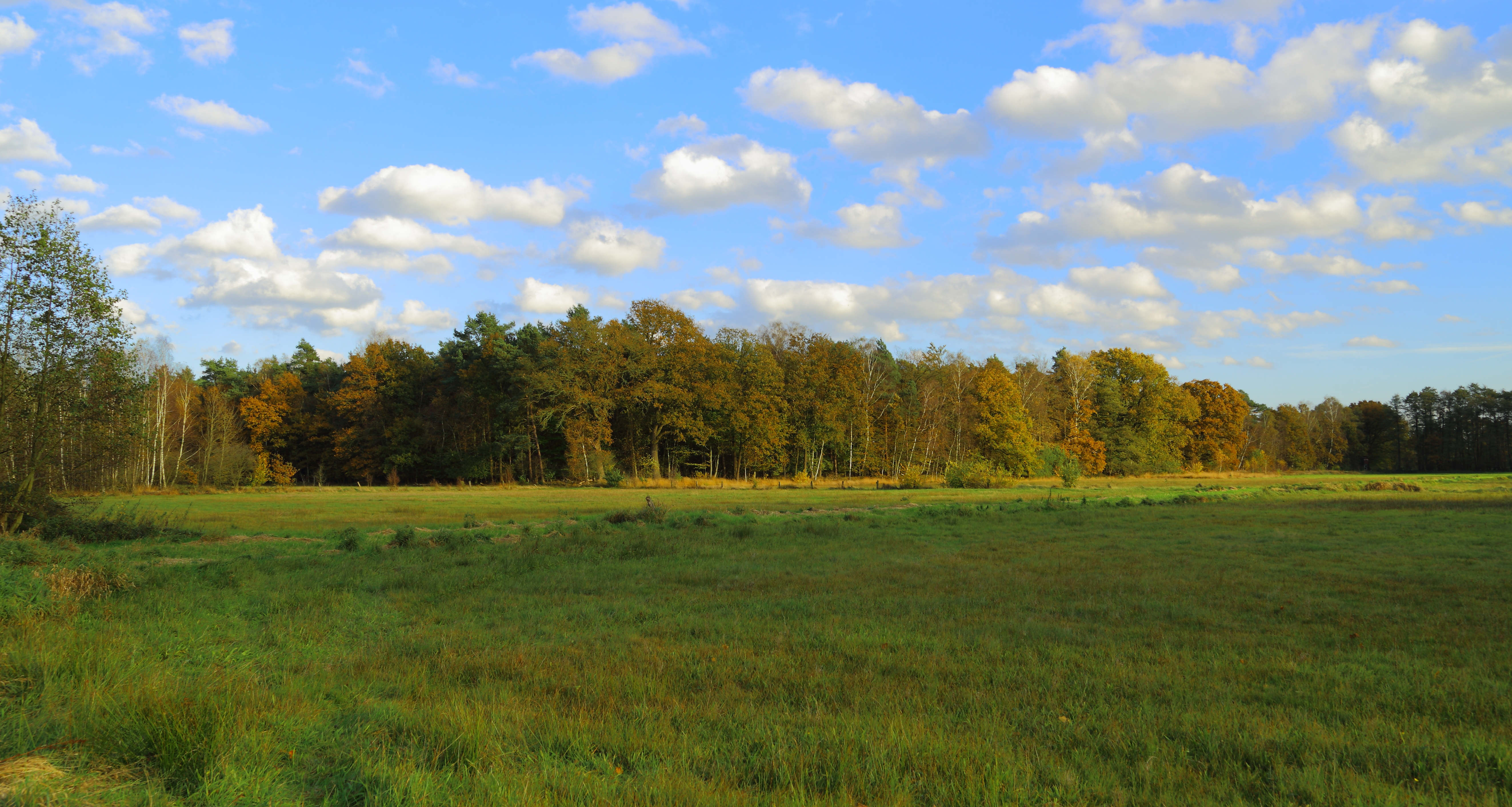
Naturschutzgebiet Seester Feld (November 2014)

Das Naturschutzgebiet Seester Feld liegt auf dem Gebiet der Gemeinde Westerkappeln im Kreis Steinfurt in Nordrhein-Westfalen. Das aus drei Teilflächen bestehende Gebiet erstreckt sich nördlich des Kernortes Westerkappeln und östlich von Seeste, einer Bauerschaft der Gemeinde Westerkappeln. Durch das Gebiet hindurch verläuft die Landesstraße L 584. Nördlich fließt der Mittellandkanal und östlich der Stichkanal Osnabrück. Die Landesgrenze zu Niedersachsen verläuft nördlich und östlich.

## Bedeutung
Für Westerkappeln ist seit 1988 ein 249,54 ha großes Gebiet unter der Kenn-Nummer ST-120 als Naturschutzgebiet ausgewiesen. Das Gebiet wurde unter Schutz gestellt zur Erhaltung und Entwicklung großflächiger, in ihrer räumlichen Geschlossenheit hervorragende Grünlandkomplexe u. a. aus typisch ausgebildeten Feuchtwiesen und Weiden mit ihrer charakteristischen Vegetation und Fauna.